# Gespunsart
Gespunsart je francouzská obec v departementu Ardensko v regionu Grand Est. V roce 2012 zde žilo 1 109 obyvatel.

## Poloha obce
Obec leží u hranic Francie s Belgií. Sousední obce jsou: Bosseval-et-Briancourt, Gernelle, La Grandville, Les Hautes-Rivières, Neufmanil, Thilay a Vresse-sur-Semois (Belgie).

## Vývoj počtu obyvatel
Počet obyvatel